# Chatra (Distrikt)
Chatra ist ein Distrikt im indischen Bundesstaat Jharkhand. Verwaltungssitz ist die gleichnamige Stadt Chatra.

## Geografie
Der Distrikt liegt im Norden des Bundesstaats Jharkhand an der Grenze zu Bihar. Er grenzt im Nordwesten und Norden an diesen Bundesstaat. Im Nordosten, Osten und Südosten grenzt er an den Distrikt Hazaribagh, im Süden an die Distrikte Ranchi und Latehar sowie im Südwesten und Westen an den Distrikt Palamu. Die Fläche beträgt 3718 km². Die gesamte Fläche des Gebiets ist Bergland mit Hochebenen und Hügel, die Teil des Chotanagpur-Plateaus sind. 60,4 % des Gesamtgebiets sind von Wald bedeckt. Der Rest dient der Landwirtschaft.

### Klima
Das Gebiet kennt verschiedene Jahreszeiten. Der Winter dauert von November bis Februar, gefolgt von einem kurzen Frühling. Von März bis Mai ist der regenlose Sommer. Zwischen Juni und September folgt die Monsunzeit, die fast den gesamten Niederschlag des Jahrs von 1250 mm bringt. Im Oktober folgt ein kurzer Herbst.

## Geschichte
Das damals fast gänzlich bewaldete Gebiet diente verschiedenen Stammesgemeinschaften als Rückzugsgebiet. Nominell übten zahlreiche Reiche die Herrschaft über den heutigen Distrikt aus. Faktisch beschränkte sich die Einflussnahme von außen auf Tributzahlungen und gelegentliche Feldzüge. Eine lose Form von Selbstverwaltung bildete seit dem 5. Jahrhundert die Chotanagpur Raj. Seit 1585 war der Raja von Chotanagpur dem Mogulreich tributpflichtig. Die Phase der Tributzahlungen endete bereits 1605. Im frühen 18. Jahrhundert versuchten verschiedene muslimische Herrscher aus Bihar erfolglos das Gebiet zu unterwerfen. Bereits 1765 begann die britische Herrschaft, die bis 1947 andauerte. Auch die Briten übten wegen der Unzugänglichkeit des Gebiets nur eine indirekte Herrschaft durch verschiedene Rajas aus. Nach der Unabhängigkeit Indiens kam das Gebiet bis zum Jahr 2000 zum Bundesstaat Bihar. Seither ist es ein Teil des Bundesstaats Jharkhand. Der Distrikt entstand durch ein Dekret vom 29. Mai 1991. Offizieller Termin der Distriktsgründung als Abspaltung vom bisherigen Distrikt Hazaribagh war der 1. Juli 1991.

## Bevölkerung

### Übersicht
Die Einwohnerzahl lag bei 1.042.886 (2011). Die Bevölkerungswachstumsrate im Zeitraum von 2001 bis 2011 betrug 31,77 % und lag damit sehr hoch. Chatra hat ein Geschlechterverhältnis von 953 Frauen pro 1000 Männer und damit einen für Indien häufigen Männerüberschuss. Der Distrikt hatte 2011 eine Alphabetisierungsrate von 60,18 %, eine Steigerung um knapp 17 Prozentpunkte gegenüber dem Jahr 2001. Die Alphabetisierung liegt damit allerdings immer noch weit unter dem nationalen Durchschnitt. Knapp 86,6 % der Bevölkerung sind Hindus, ca. 11,2 % sind Muslime, ca. 0,6 % sind Christen, ca. 0,1 % sind Sikhs, und ca. 1,5 % gaben keine Religionszugehörigkeit an oder praktizierten andere Religionen. 18,7 % der Bevölkerung sind Kinder unter 6 Jahre.

### Bevölkerungsentwicklung
In den ersten Jahrzehnten des 20. Jahrhunderts wuchs die Bevölkerung langsam. Grund hierfür waren Seuchen, Krankheiten und Hungersnöte. Seit der Unabhängigkeit Indiens hat sich die Bevölkerungszunahme beschleunigt. Seit 1961 war in den jeweils zehn Jahren zwischen den einzelnen Volkszählungen ein sehr starkes Wachstum zu verzeichnen. Während die Bevölkerung in der ersten Hälfte des 20. Jahrhunderts um rund 64 % zunahm, betrug das Wachstum zwischen 1961 und 2011 255 %. Die Bevölkerungszunahme zwischen 2001 und 2011 lag bei 29,05 % oder rund 235.000 Menschen. Die Entwicklung verdeutlichen folgende Tabellen:
| Jahr      | 1901    | 1911    | 1921    | 1931    | 1941    | 1951    | 1961    | 1971    | 1981    | 1991    |
| Einwohner | 144.844 | 158.450 | 157.016 | 186.577 | 215.348 | 238.203 | 293.395 | 371.268 | 472.049 | 623.979 |

### Bedeutende Orte
Im Distrikt gibt es mit Chatra und Bachra laut der Volkszählung 2011 nur zwei Orte, die als Städte (towns und census towns) gelten. Dies widerspiegelt den geringen Anteil an städtischer Bevölkerung im Distrikt. Denn nur 62.954 der 1.042.886 Einwohner oder 6,04 % leben in städtischen Gebieten.

### Altersstruktur
Wie überall in Indien ist die Bevölkerung jung. Rund die Hälfte der Einwohnerschaft ist jünger als 20 Jahre. Personen mit einem Alter von 60 Jahren und mehr sind mit 67.832 Personen oder 7,83 % im Gegensatz zu den westlichen Industrieländern weit unterdurchschnittlich vertreten.
Bei der letzten Volkszählung im Jahr 2011 ergab sich folgende Altersstruktur:
| Alter  | 0–9 Jahre | 10–19 Jahre | 20–29 Jahre | 30–39 Jahre | 40–49 Jahre | 50–59 Jahre | 60–69 Jahre | 70–79 Jahre | 80–89 Jahre | 90–99 Jahre | 100 Jahre+ | Alter unbekannt |
| Anzahl | 283.675   | 244.530     | 164.445     | 131.593     | 91.299      | 58.850      | 44.589      | 17.253      | 4594        | 1104        | 292        | 662             |
| Anteil | 27,20 %   | 23,45 %     | 15,77 %     | 12,62 %     | 8,75 %      | 5,64 %      | 4,28 %      | 1,65 %      | 0,44 %      | 0,11 %      | 0,03 %     | 0,06 %          |

### Bevölkerung des Distrikts nach Geschlecht
Der Distrikt zählte bis 1981 mehr weibliche als männliche Personen. Im Jahr 1981 war das Geschlechterverhältnis ausgeglichen. Seit 1991 hatte der Distrikt – wie für Indien üblich – stets mehr männliche als weibliche Einwohner. Bei den jüngsten Bewohnern (195.321 Personen unter 7 Jahren) liegen die Anteile bei 99.312 Personen männlichen (50,85 Prozent) zu 96.009 Personen (49,15 Prozent) weiblichen Geschlechts. Dieses Verhältnis ist ausgeglichener als bei der gesamten Einwohnerschaft.
| Verteilung der Bevölkerung nach Geschlecht im Distrikt Chatra |                   |                   |                   |                   |                   |                   |                   |                   |                   |                   |                   |                   |
|                                                               | Volkszählung 1901 | Volkszählung 1901 | Volkszählung 1951 | Volkszählung 1951 | Volkszählung 1981 | Volkszählung 1981 | Volkszählung 1991 | Volkszählung 1991 | Volkszählung 2001 | Volkszählung 2001 | Volkszählung 2011 | Volkszählung 2011 |
| Anzahl                                                        | Anteil            | Anzahl            | Anteil            | Anzahl            | Anteil            | Anzahl            | Anteil            | Anzahl            | Anteil            | Anzahl            | Anteil            |                   |
| GESAMT                                                        | 144.844           | 100 %             | 238.203           | 100 %             | 472.049           | 100 %             | 623.979           | 100 %             | 808.135           | 100 %             | 1.042.886         | 100 %             |
| Männer                                                        | 70.103            | 48,40 %           | 117.098           | 49,16 %           | 236.664           | 50,14 %           | 320.196           | 51,32 %           | 413.053           | 51,11 %           | 533.935           | 51,20 %           |
| Frauen                                                        | 74.741            | 51,60 %           | 121.105           | 50,84 %           | 235.385           | 49,86 %           | 303.783           | 48,68 %           | 395.082           | 48,89 %           | 508.951           | 48,80 %           |

### Volksgruppen
In Indien teilt man die Bevölkerung in die drei Kategorien general population, scheduled castes und scheduled tribes ein. Die scheduled castes (anerkannte Kasten) mit (2011) 340.553 Menschen (32,65 Prozent der Distriktsbevölkerung) werden heutzutage Dalit genannt (früher auch abschätzig Unberührbare genannt). Die scheduled tribes sind die anerkannten Stammesgemeinschaften mit (2011) 45.563 Menschen (4,37 Prozent der Distriktsbevölkerung), die sich selber als Adivasi bezeichnen. Zu ihnen gehören in Jharkhand 32 Volksgruppen. Mehr als 5000 Angehörige zählen die Oraon (26.993 Personen oder 2,59 % der Bevölkerung) sowie die Munda (7901 Personen oder 0,76 % der Bevölkerung).

### Bevölkerung des Distrikts nach Sprachen
Die Bevölkerung des Distrikts Chatra ist sprachlich recht einheitlich. Es sprechen 960.600 Personen (92,11 % der Bevölkerung) Hindi-Sprachen und -Dialekte. Urdu ist eine weitere bedeutende Sprache. Hinzu kommen mit Oraon und Mundari zwei Sprachen von anerkannten Stammesgemeinschaften.
Die Hindi-Sprachen und -Dialekte Khortta, Alltagshindi und Magadhi sowie Urdu gehören zu den indoiranischen Sprachen. Oraon dagegen ist eine drawidische Sprache und Mundari eine Munda-Sprache der austroasiatischen Sprachfamilie.
Khortta dominiert in den Blocks Itkhori (86,12 % der dortigen Bevölkerung), Kunda (53,71 % der dortigen Bevölkerung), Mayurhand (67,52 % der dortigen Bevölkerung) sowie Pathalgora (55,51 % der dortigen Bevölkerung). Die Blocks Gidhaur (73,12 % der dortigen Bevölkerung), Kanha (63,13 % der dortigen Bevölkerung), Lawalaung (74,94 % der dortigen Bevölkerung) sowie Simaria (60,74 % der dortigen Bevölkerung) sind mehrheitlich durch Muttersprachler von Alltagshindi besiedelt. Die Hochburgen von Magadhi sind die beiden Blocks Pratappur (21,61 % der dortigen Bevölkerung) und Hunterganj (Shaligram; 52,76 % der dortigen Bevölkerung). Im Block Chatra überschreitet Urdu mit 12,38 % Anteil die Marke von zehn Prozent. Oraon beschränkt sich auf den Block Tandwa, wo 12,41 % der dortigen Bevölkerung diese Sprache als ihre Muttersprache angeben.
Die weitverbreitetsten Sprachen zeigt die folgende Tabelle:
| Jahr                                   | Khortta | Khortta | Hindi   | Hindi | Magadhi | Magadhi | Urdu   | Urdu | Oraon  | Oraon | Mundari | Mundari | Gesamt    | Gesamt   |
| Jahr                                   | Zahl    | %       | Zahl    | %     | Zahl    | %       | Zahl   | %    | Zahl   | %     | Zahl    | %       | Zahl      | %        |
| -------------------------------------- | ------- | ------- | ------- | ----- | ------- | ------- | ------ | ---- | ------ | ----- | ------- | ------- | --------- | -------- |
| 2011                                   | 414.102 | 39,71   | 408.900 | 39,21 | 130.013 | 12,47   | 57.082 | 5,47 | 17.938 | 1,72  | 4958    | 0,48    | 1.042.886 | 100,00 % |
| Quelle: Ergebnis der Volkszählung 2011 |         |         |         |       |         |         |        |      |        |       |         |         |           |          |

### Bevölkerung des Distrikts nach Bekenntnissen
Eine klare Mehrheit der Bewohner des Distrikts sind Anhänger des Hinduismus. Doch gibt es eine starke muslimische Minderheit und eine kleinere Minderheit von Anhängern der Rubrik Andere Religionen. Letztere sind fast allesamt Anhänger von traditionellen Religionen unter den Adivasi. Die Hindus erreichen in allen Blocks Werte zwischen 81,11 & und 98,63 %.
Muslimische Hochburgen sind die Blocks Gidhaur (5585 Personen; 13,64 % Anteil), Pratappur (19.915 Personen; 16,57 % Anteil) sowie Simaria (14.771 Personen; 13,69 % Anteil). In den Blocks Pathalgora (1856 Personen; 5,89 % Anteil) und Tandwa (8431 Personen; 6,67 % Anteil) gibt es noch eine zahlreiche Anhängerschaft von Traditionellen Religionen. Die kleine christliche Minderheit beschränkt sich auf die vier Blocks Chatra, Pathalgora, Simaria und Tandwa. Die genaue religiöse Zusammensetzung der Bevölkerung zeigt folgende Tabelle:
| Jahr                                   | Buddhisten | Buddhisten | Christen | Christen | Hindus  | Hindus | Jainas | Jainas | Muslime | Muslime | Sikhs | Sikhs | Andere Religionen | Andere Religionen | keine Angaben | keine Angaben | Gesamt    | Gesamt   |
| Jahr                                   | Zahl       | %          | Zahl     | %        | Zahl    | %      | Zahl   | %      | Zahl    | %       | Zahl  | %     | Zahl              | %                 | Zahl          | %             | Zahl      | %        |
| -------------------------------------- | ---------- | ---------- | -------- | -------- | ------- | ------ | ------ | ------ | ------- | ------- | ----- | ----- | ----------------- | ----------------- | ------------- | ------------- | --------- | -------- |
| 2011                                   | 35         | 0,00       | 6565     | 0,63     | 903.179 | 86,60  | 129    | 0,01   | 116.710 | 11,19   | 888   | 0,09  | 12.936            | 1,24              | 2444          | 0,23          | 1.042.886 | 100,00 % |
| Quelle: Ergebnis der Volkszählung 2011 |            |            |          |          |         |        |        |        |         |         |       |       |                   |                   |               |               |           |          |

## Bildung
Dank bedeutender Anstrengungen steigt die Alphabetisierung. Sie ist dennoch noch weit weg vom Ziel der kompletten Alphabetisierung. Typisch für indische Verhältnisse sind die starken Unterschiede zwischen Stadt und Land sowie den Geschlechtern. Sieben von acht Männern in den Städten können lesen und schreiben – aber weniger als die Hälfte der Frauen auf dem Land. Seit der Gründung des Bundesstaats Jharkhand hat sich die Einschulungsrate deutlich erhöht. Mittlerweile gehen laut Angaben des Bundesstaats Jharkhand rund 95 % der Kinder im entsprechenden Alter in die Grundschule. Dies hat zu einem deutlichen Anstieg der Alphabetisierung zwischen 2001 und 2011 geführt.
| Alphabetisierung im Distrikt Chatra                 |                   |                   |                   |                   |
| Einheit                                             | Volkszählung 2001 | Volkszählung 2001 | Volkszählung 2011 | Volkszählung 2011 |
| Einheit                                             | Anzahl            | Anteil            | Anzahl            | Anteil            |
| GESAMT                                              | 270.256           | 43,24 %           | 510.061           | 60,18 %           |
| Männer                                              | 177.950           | 55,64 %           | 303.902           | 69,92 %           |
| Frauen                                              | 92.306            | 30,24 %           | 206.159           | 49,92 %           |
| STADT GESAMT                                        | 26.739            | 77,16 %           | 43.464            | 80,94 %           |
| Stadt-Männer                                        | 15.569            | 83,82 %           | 25.157            | 86,89 %           |
| Stadt-Frauen                                        | 11.170            | 69,47 %           | 18.307            | 73,97 %           |
| LAND GESAMT                                         | 243.517           | 41,25 %           | 466.597           | 58,78 %           |
| Land-Männer                                         | 162.381           | 53,90 %           | 278.745           | 68,71 %           |
| Land-Frauen                                         | 81.136            | 28,06 %           | 187.852           | 48,39 %           |
| Quelle: Ergebnisse der Volkszählungen 2001 und 2011 |                   |                   |                   |                   |

## Verwaltungsgliederung
Chatra ist in zwei Sub-Divisionen und 12 Blöcke gegliedert:. Der Distrikt hat eine municipality (Chatra), eine census town (Bachra) und 1377 bewohnte Dörfer mit 154 Dorfräten (Panchayat).
| Block                  | Sub-Division | Fläche in km² | Einwohner 2011 |
| ---------------------- | ------------ | ------------- | -------------- |
| Chatra                 | Chatra       | 416,21        | 150.999        |
| Gidhaur                | Simaria      | 174,19        | 40.919         |
| Hunterganj (Shaligram) | Chatra       | 513,18        | 187.590        |
| Itkhori                | Chatra       | 160,60        | 74.929         |
| Kanhachatti            | Chatra       | 227,49        | 63.012         |
| Kunda                  | Chatra       | 285,08        | 30.018         |
| Lawalaung              | Simaria      | 393,86        | 50.553         |
| Mayurhand              | Chatra       | 133,28        | 58.925         |
| Pathalgora             | Simaria      | 133,21        | 31.530         |
| Pratappur              | Chatra       | 385,79        | 120.221        |
| Simaria                | Simaria      | 512,48        | 107.871        |
| Tandwa                 | Simaria      | 455,21        | 126.319        |

## Wirtschaft
Es gibt keine nennenswerte Industrie im Distrikt. Der einzige Rohstoff ist Kohle, die abgebaut wird. Die Mehrzahl der Bewohner lebt von der Landwirtschaft. Hauptsächlich werden Reis, Weizen und Hülsenfrüchte angebaut. Von Bedeutung ist wegen der ausgedehnten Waldflächen auch noch die Holzindustrie.